# NGC 4053
NGC 4053 is een spiraalvormig sterrenstelsel in het sterrenbeeld Hoofdhaar. Het hemelobject werd op 9 mei 1864 ontdekt door de Duits-Deense  astronoom Heinrich Louis d'Arrest.

## Synoniemen
- UGC 7029
- MCG 3-31-24
- ZWG 98.32
- PGC 38069